# Piotr Opaliński (zm. 1551)
Piotr Opaliński z Bnina herbu Łodzia (zm. przed 23 stycznia 1551) – ochmistrz dworu, kasztelan gnieźnieński, przedstawiciel dyplomatyczny Rzeczypospolitej w Imperium Osmańskim w 1532 roku.

## Rodzina
Syn Piotra, kasztelana lądzkiego i Anny Zbąskiej, brat Sebastiana, sekretarza królewskiego.

## Życiorys
Studiował na Uniwersytecie Bolońskim. Na początku XVI wieku był kustoszem katedralnym w Poznaniu. W latach (1519-1527) pracował jako poborca generalny ceł w Wielkopolsce. W 1528 na krótko otrzymał urząd kasztelana międzyrzeckiego, a w 1529 został kasztelanem lądzkim. Od 1530 ochmistrz dworu królewskiego. Urząd kasztelana gnieźnieńskiego objął 1535. Podczas sejmu w 1543 nie przyjął kasztelanii poznańskiej, aby móc pozostać kasztelanem gnieźnieńskim. Był starostą kcyńskim, śremskim, kościańskim, olsztyńskim i pobiedzkim. Kilkakrotnie uczestniczył z polecenia króla w misjach dyplomatycznych. W latach 1532–1533 prowadził rokowania pokojowe w Konstantynopolu jako przedstawiciel dyplomatyczny Rzeczypospolitej.
W 1519 poślubił Jadwigę Tęczyńską, córkę Mikołaja, wojewody ruskiego. Małżeństwo było bezpotomne.